# Borneomyia tigra
Borneomyia tigra är en tvåvingeart som beskrevs av Brake 2004. Borneomyia tigra ingår i släktet Borneomyia och familjen sprickflugor. Inga underarter finns listade i Catalogue of Life.